# Шебашёвский проезд
Шебашёвский проезд находится в районе Аэропорт Северного административного округа города Москвы.

## История
Ранее Шебашёвский проезд располагался на территории бывшего подмосковного села Всехсвятского. Современное название он получил в 1925 году от Шебашёвского переулка, расположенного рядом. Переулок в свою очередь получил название по фамилии домовладельца.
В названии проезда присутствует буква ё, однако в настоящее время в бытовой речи чаще используется вариант с е — Шебашевский проезд.

## Расположение
Шебашёвский проезд расположен между улицей Черняховского и Часовой улицей. После перекрёстка с Часовой улицей Шебашёвский проезд переходит в Большой Коптевский проезд.

## Транспорт
По Шебашёвскому проезду общественный транспорт не ходит. Рядом с переулком на улицах Усиевича и Часовой находятся две одноимённые остановки — «Ленинградский рынок — Кинотеатр „Баку“». Там останавливаются автобусы № 105, 105к и 110.